# لری ای. اورمن

لری ای. اورمن (انگلیسی: Larry E. Overman؛ زادهٔ ۱ ژانویهٔ ۱۹۴۳) یک شیمی‌دان اهل ایالات متحده آمریکا است. او برندهٔ جوایز متعددی مانند کمک‌هزینه گوگنهایم شده است. عمده شهرت او به خاطر نوآرایی اوورمن و سایر فعالیت‌هایش در زمینه واکنش‌های کاتالیز شده با کمک فلزات واسطه و سنتز ترکیبات آلی طبیعی می‌باشد.